# 8 км (платформа, Кримська дирекція, Придніпровської залізниці)
8 кіломе́тр — залізничний пасажирський зупинний пункт Кримської дирекції залізничних перевезень Придніпровської залізниці.
Розташований на сході міста Керч (між індустріальним парком (скляний завод) та місцевістю Восход) АР Крим на лінії Керч — Аршинцеве між станціями Керч (8 км) та Аршинцеве (10 км).
Станом на серпень 2019 р. по зупинному пункту 8 км пасажирське сполучення відсутнє.